# Michu od Sille
Michu od Sille je bio trinaesti po redu vladar korejske države Silla (262. – 284.).  Bio je prvi vladar iz klana Kim na prijestolje Sille; njegovi članovi će nakon toga dominirati državom. Bio je sin Gudoa, vodećeg generala Sille i potomak osnivača klana Kim Aljija.
Prema Samguk Sagiju za vrijeme vladavine je odbijao napade države Baekje, a nije imao kontakata s drugim državama.
Michuova grobnica je očuvana u današnjem centralnom Gyeongjuu.  Poznata je kao Jukjangneung, "Grobnica poglavice bambusa" i uz nju se vezuju brojne legende.